# 美拉胂醇
美拉胂醇（INN:melarsoprol）是一种治疗非洲人类锥虫病（昏睡病）的药物。特別是用于治疗羅得西亞布魯氏錐蟲引起且侵犯到中枢神经系统的第二階段疾病。对于甘比亞布魯氏錐蟲病，首选药物通常是二氟甲基鳥氨酸。美拉胂醇對於大约95%的患者有效。药物是透过靜脈注射给药。由於注射時會產生劇烈疼痛，病患之間常形容那種灼熱感像是"血管中有烈火在燃燒" 。
使用美拉胂醇的副作用很多。常见副作用包括脑病变、麻木、皮疹及肾臟和肝脏问题。约有1-5%的患者在治疗期间死亡。葡萄糖-6-磷酸脫氫酶缺乏症（G6PD）患者可能会發生溶血反應。本藥品不建議於懷孕期间的個體使用。藥物的作用机制是阻断丙酮酸激酶，它是寄生虫體用產生三磷酸腺苷時所需的酶。
美拉胂醇自1949年後就在美國之外用於治療錐蟲感染的用途。它已名列世界卫生组织基本药物标准清单中。世界卫生组织（WHO）在布魯氏錐蟲病好發地区免费提供美拉胂醇。此药物並未在加拿大和美国上市销售。但在這兩國，可分別透過美国疾病控制与预防中心（CDC）及加拿大衛生部取得。

## 醫療用途
感染錐蟲的患者應接受抗錐蟲藥物治療。治療方案會依據疾病分期（第1或第2階段）以及寄生蟲種類（羅德西亞布氏錐蟲（T. b. rhodesiense）或甘比亞布氏錐蟲（T. b. gambiense））而定。在第1階段，錐蟲僅存在於周邊組織的血液循環中。而在第2階段，錐蟲已穿過血腦屏障，進入中樞神經系統。
以下為有關治療的重要事項：
美拉砷醇是一種用於第二階段錐蟲病治療的藥物。它是迄今唯一可用於治療晚期羅德西亞布氏錐蟲感染的方法。
由於美拉砷醇有較高的毒性，僅保留用於治療最危險的病例。毒性較低的藥劑則用於疾病的第1階段。使用複方藥硝呋莫司/二氟甲基鳥氨酸的療法 (NECT) 於2009年獲准用於治療甘比亞布氏錐蟲感染後，美拉砷醇的使用便僅限於治療第二階段的羅德西亞布氏錐蟲感染。
曾有某些非洲國家的用藥失敗率高達27%的報導。可能的原因是出現抗藥性以及其他尚未闡明的機制。抗藥性很可能與P2轉運蛋白（一種腺嘌呤-腺苷轉運蛋白）的運輸問題有關，這種抗藥性可能因該轉運蛋白的點突變而產生。抗藥性自1970年代以來便已存在。
WHO於2024年8月建議使用由被忽視疾病藥物倡議組織及其合作夥伴開發的非昔硝唑以取代美拉砷醇，作為羅德西亞布氏錐蟲引起的昏睡病的一線治療藥物。

### 可用劑型
美拉砷醇存在兩種含砷的立體異構物，其莫耳比為3:1。由於美拉砷醇不溶於水，因此以3.6%丙二醇溶液進行靜脈注射給藥為避免注射部位出現反應的風險，必須緩慢給藥。。
美拉砷醇用於治療涉及中樞神經系統的非洲錐蟲病時，其給藥方案相當複雜。兒童和成人的給藥方案為每日2–3.6毫克/公斤，靜脈注射三天，然後每七天重複一次，總共三個療程。為監測是否復發，建議在至少兩年內，每六個月進行一次追蹤檢查。

### 懷孕與哺乳
目前不建議懷孕婦女使用美拉砷醇。WHO建議，由於該藥物對胎兒發育的影響尚未確定，治療應推遲到分娩後才立即進行。
目前沒有足夠的科學數據或研究來確定美拉砷醇是否會分泌到人類的母乳中，潛在風險未知。

## 注意事項
在開始用美拉砷醇治療前，必須仔細評估多項警告。治療前必須注意以下事項：葡萄糖-6-磷酸去氫酵素缺乏症、腎臟或肝臟疾病、心臟問題（高血壓、心律不整、心肌損傷及任何心臟衰竭的潛在跡象）、既有的神經系統疾病，以及任何麻風病的跡象。
在開始使用美拉砷醇治療前後，需要進行常規實驗室檢測。應評估治療效果和毒性反應的實驗室參數。
為確認個體是否感染錐蟲，會進行血液檢查。此外，也會透過腰椎穿刺來檢測腦脊髓液，以了解患者的白血球數量和蛋白質含量。這兩種檢測都有助於診斷。只要出現錐蟲、白血球計數高於每微升五個，或蛋白質含量高於40毫克，都應被視為異常，並應考慮開始治療。對於已接受美拉砷醇治療的個體，應至少每六個月重複進行腦脊髓液評估，持續三年。
為評估潛在的藥物毒性問題，應完成以下檢查：全血球計數、電解質水平評估、肝腎功能測試，以及尿液分析以檢測尿液的外觀、濃度和內容物。
應使用玻璃注射器給藥（須仔細消毒），藥物所含的丙二醇能將塑膠溶解。

## 副作用
儘管美拉砷醇能治癒約96%的晚期錐蟲病患者，但其毒性讓使用有局限性。大約1–5%的患者在治療期間死亡。美拉砷醇為一有毒的有機砷化合物，是一種危險的治療方式，通常只能在執業醫師的監督下透過注射給藥。其副作用與砷中毒相似。在臨床醫生之間，此藥物被戲稱為"含砷抗凍劑"。美拉砷醇與嚴重且危及生命的不良反應有關。已知它會引起一系列副作用，包括：抽搐、發燒、意識喪失、皮疹、血便、噁心和嘔吐。在大約5–10%的病例中，會出現腦病變，這類患者中約有50%的死亡與腦病變相關。美拉砷醇造成其他的潛在嚴重副作用有：心臟損傷、尿液中出現白蛋白（可能與腎臟損傷有關），以及血壓升高。

## 抗藥性
用於治療動物錐蟲病的藥物 - 地米那辛會助長藥物抗藥性的進展

## 藥理學

### 作用機制
美拉砷醇是一種前體藥物，是美拉砷氧化物（一種苯亞砷酸的三聚氰胺衍生物）與二巰基丙醇的複合物。它在人體內代謝為美拉砷氧化物，然後透過不可逆地結合丙酮酸激酶上的硫氫基，而破壞寄生蟲的能量產生來發揮作用。由於藥物無法區分宿主與寄生蟲的丙酮酸激酶，導致這種藥物具有高度毒性，並伴有許多副作用。
美拉砷氧化物也會與錐蟲硫醇（一種在錐蟲體內取代穀胱甘肽的亞精胺-穀胱甘肽加合物）反應，而形成一種美拉砷氧化物-錐蟲硫醇加合物 (Mel T)，這種加合物會競爭性地抑制錐蟲硫醇還原酶，而有效殺死這種原生生物。

### 藥物動力學
美拉砷醇的生物半衰期不到一小時，但生物檢定法顯示其半衰期為35小時。這通常與具有活性代謝物的藥物有關。其中一種代謝物 - 美拉砷氧化物在注射美拉砷醇後約15分鐘可達到最大血漿濃度。美拉砷醇的清除率為21.5毫升/分鐘/公斤，而美拉砷氧化物的半衰期約為3.9小時。

## 社會與文化
美拉砷醇現由賽諾菲生產，根據其與WHO的協議，會將藥物捐贈給該疾病出現頻率最高的幾個國家。
在醫療劇《怪醫豪斯》第一季第七集"忠誠"中，美拉砷醇被用於治療一名患有第二階段非洲錐蟲病的患者。

## 外部連結
- . Drug Information Portal. U.S. National Library of Medicine.